# Jerry Howarth
Pour les articles homonymes, voir Howarth.
Jerry Howarth (né à York, Pennsylvanie, États-Unis le 12 mars 1946) est un commentateur sportif canado-américain basé à Toronto, au Canada. 
Depuis 1981, il est descripteur à la radio des matchs des Blue Jays de Toronto de la Ligue majeure de baseball. 
Il est citoyen canadien depuis 1994.

## Biographie
Jerry Howarth commence sa carrière comme commentateur sportif au printemps 1974 en faisant la description des matchs des Twins de Tacoma, une équipe mineure de baseball jouant dans la Ligue de la côte du Pacifique.
Il devient commentateur sportif lors des matchs des Blue Jays de Toronto à partir de 1981 et prend la relève à la description des matchs après le décès de Tom Cheek en 2005.
En 2016, Howarth révèle qu'il s'est discrètement engagé à ne plus prononcer en ondes les noms d'équipes sportives référant aux peuples autochtones. Depuis 1992, il ne prononce plus en ondes le nom des Indians de Cleveland et des Braves d'Atlanta. Il dit avoir pris cette décision après avoir reçu en 1992 une lettre d'un auditeur du nord de l'Ontario, membre des Premières Nations du Canada, lui expliquant comment des termes tels « Indiens » sont offensants pour beaucoup d'Autochtones.